# Marie-Alain Couturier
Pour les articles homonymes, voir Couturier.
Marie-Alain Couturier (à l'état civil : Pierre Couturier), né le 15 novembre 1897 à Montbrison (Loire) et mort le 9 février 1954 à Paris, est un prêtre dominicain, artiste et théoricien de l'art.
Il fut l'un des principaux acteurs du renouveau de l'art sacré en France au lendemain de la Seconde Guerre mondiale.

## Biographie

### Enfance, mobilisation et éducation artistique
Pierre Couturier est le second fils des quatre enfants d'une famille aisée. Petit-fils de propriétaires forestiers et industriels du bois, il passe ses premières années à Montbrison. Il effectue sa scolarité à l'Institut Victor de Laprade et fait ses classes de philosophie à Saint-Chamond. Bachelier ès lettres, latin et grec en octobre 1914, sa classe est appelée sous les drapeaux en 1915. Souffrant d'asthme, il n'intègre l'armée qu'en 1916. Blessé au talon en avril 1916, il évacue le front et est opéré à Pau le 6 août. Il s'attache durant cette période à Marguerite Perrineau qui restera une confidente privilégiée. Dès cette époque, il commence à peindre.
Durant sa convalescence, il travaille sous la direction du peintre stéphanois Joseph Lamberton.
En 1919, incité par Paul-Albert Bartholomé, il arrive à Paris. Au printemps 1919, il rejoint les Ateliers d'art sacré lancés par George Desvallières et Maurice Denis. Il intègre l'atelier de Desvallières et se forme au métier de verrier auprès de Marguerite Huré. Ces ateliers qui avaient pour objectif  de retrouver les anciennes confréries d'artistes proposaient des formations dans tous les registres d'art d’Église. Proches des idées de l'Action française, Pierre Couturier s'identifie à cette frange du catholicisme jusqu'à ce qu'elle soit condamnée par Pie XI en 1926, date à partir de laquelle il s'en désolidarise.

### Vocation religieuse
Pierre Couturier fait sa profession d'oblat bénédictin le 7 avril 1924 ; il décide pourtant d'entrer chez les dominicains en 1925, « subitement » selon le témoignage qu'il nous a laissé. Il prend l'habit le 22 septembre 1925 au noviciat d'Amiens en même temps que quinze autres novices. Il fait sa profession simple un an plus tard et part au couvent du Saulchoir à Kain. Il multiplie déjà à cette époque les dessins, aquarelles et gouaches pour le noviciat.
Il est ordonné prêtre le 25 juillet 1930 puis fait ses deux dernières années d'études à Rome où il entreprend une correspondance avec Pie Raymond Régamey qui sera une constante de sa vie consacrée. De 1932 à 1935 il effectue son ministère à Sainte-Anne en Haute-Savoie. Il peint toujours régulièrement pour lui-même ou pour honorer les commandes de ses frères du Saulchoir, de Louis Rouard ou du couvent du Saint-Sacrement à Paris. Il connaît quelques échecs artistiques à cette époque.
En mai 1935, il est assigné au couvent du 222, rue du Faubourg-Saint-Honoré à Paris et missionné pour s'occuper d'art religieux et désigner des artistes. Il intervient activement en 1936 pour sauver la revue L'Art sacré, dont il assurera à partir de cette date la direction avec Pie Raymond Régamey.
Le 26 avril 1946, il célèbre le  mariage de Jacques Bony et Geneviève Hébert-Stevens dans l'église Saint-Pierre de Nanteuil-le-Haudouin.

### Séjour aux Amériques
Le début de la Seconde Guerre mondiale stoppe l'activité de la revue. Réformé, Marie-Alain Couturier est envoyé à New York pour prêcher le carême à la paroisse française de Saint-Vincent-de-Paul. Pour répondre à l'invitation d'Étienne Gilson, il se rend ensuite à Montréal pour dispenser des cours à l'école des beaux-arts. Il effectue à partir de cette époque de nombreux séjours canadiens et il se lie d'amitié avec l'architecte Marcel Parizeau, sur qui il écrit un livre à la suite de son décès prématuré, ainsi qu'avec les artistes Paul-Émile Borduas, Alfred Pellan, Maurice Gagnon ou encore Louise Gadbois avec qui il développe plusieurs projets artistiques. Cette dernière peint son portrait en 1941. Il organise de nombreuses conférences et expositions qui ont un important retentissement.
Parallèlement, il devient à cette époque un animateur résolu de la France Libre et multiplie les sermons, allocutions et articles en sa faveur. Il se lie avec les artistes Chagall, ou encore Lipchitz, entretient une correspondance régulière avec Jacques Maritain et Henri Focillon. En juin 1943, il passe quelques semaines comme aumônier militaire sur la base américaine de Jacksonville. Tour à tour précepteur, professeur, conférencier, le père Couturier assure également un important ministère spirituel auprès de nombreux exilés. Cette activité foisonnante ne l'empêche pas de répondre à plusieurs commandes pour des communautés religieuses américaines.
Il rencontre le général de Gaulle le 10 juillet 1944. Après une longue tournée d'adieux, il débarque en France 2 septembre 1945.

### Artiste et théoricien de l'art

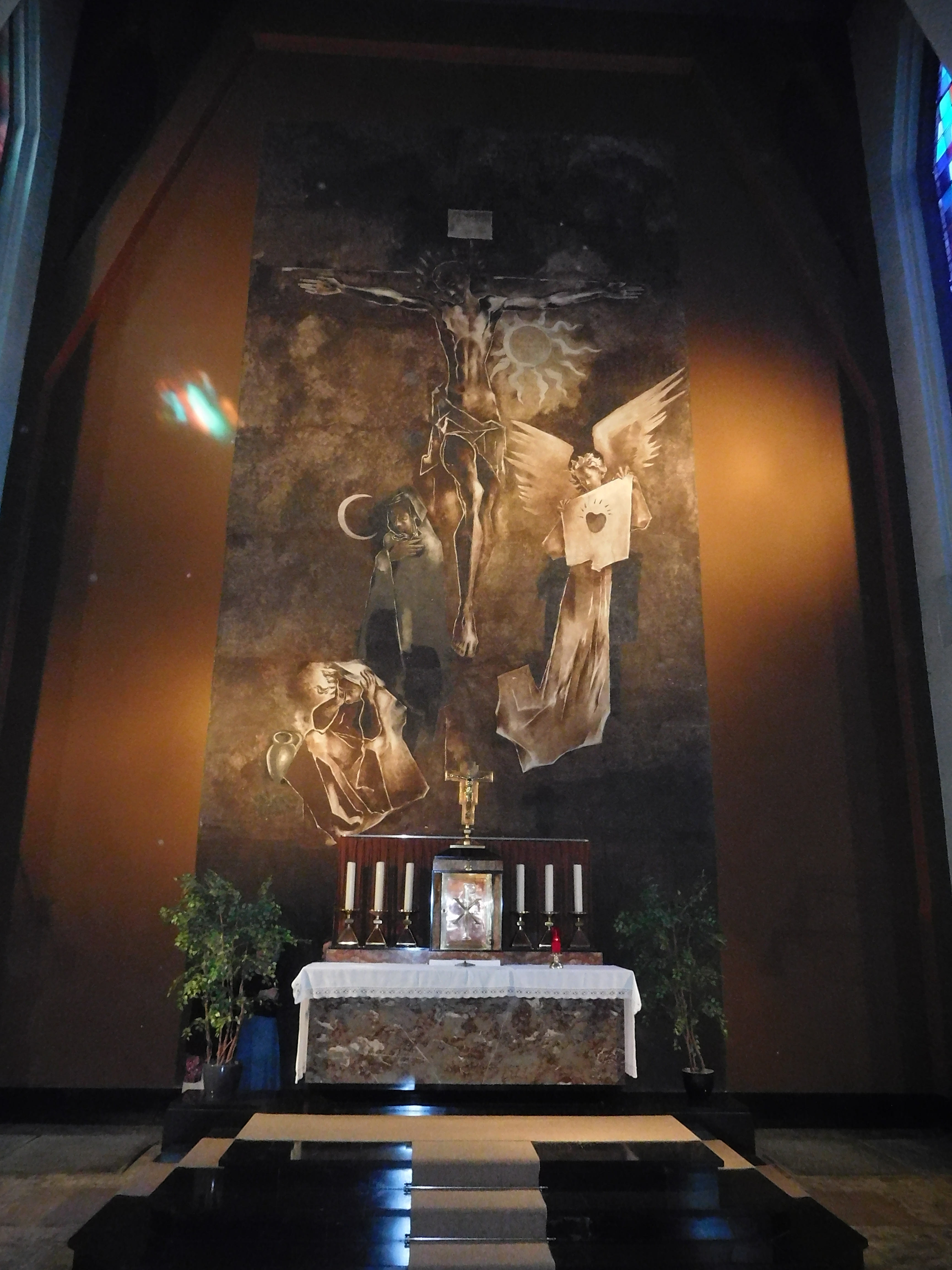
Crucifixion, fresque dans l’église du Sacré-Cœur à Saint-Servais (Belgique).

Chargé en 1937, avec le père Pie Raymond Régamey, de la direction de la revue L'Art sacré, il y développe la nécessité de rompre avec l'académisme pour faire appel aux plus célèbres et talentueux des artistes quelles que soient leurs pratiques religieuses : 

« La décadence des arts sacrés a aussi des causes spirituelles et sociales. Mais ses causes artistiques se ramènent toutes à l'académisme, directement ou par contre-coup »

Durant les étés de 1949, 1950 et 1951, Couturier réalise des fresques pour la nouvelle église du Sacré-Cœur, à Saint-Servais, près de Namur (Belgique). En outre, il se rend à l’automne 1952 à Oslo, pour compléter le programme des vitraux de l’église du couvent dominicain. Il prépare les esquisses, mais il ne peut les réaliser.

En 1950, dans un article intitulé « Aux grands hommes les grandes choses », il s'indigne que : 

« Cent vingt églises ont pu être bâties autour de Paris sans qu'un seul des grands architectes français, respectés du monde entier, ait été seulement consulté. »
« Il vaut mieux, estime-t-il, s'adresser à des hommes de génie sans la foi qu'à des croyants sans talent. »

En effet, pour lui, « tout art véritable est sacré. » C'est donc aux plus grands artistes de son temps que le père Couturier fera appel pour décorer l'église Notre-Dame-de-Toute-Grâce du plateau d'Assy : Pierre Bonnard, Fernand Léger, Jean Lurçat, Germaine Richier, Georges Rouault, Jean Bazaine, Henri Matisse, Georges Braque, Jacques Lipchitz et Marc Chagall, entre autres. L'audace de certaines œuvres et l'indépendance des artistes déclencheront la « querelle de l'art sacré ».
Le père Marie-Alain Couturier meurt le 9 février 1954, à 57 ans, des complications de la myasthénie.

## Publications (sélection)
- Marcel Parizeau : Architecte, Montréal, Éditions de l'Arbre, 1945, 68 p.
- Chroniques, Montréal, Éditions de l'Arbre, 1947, 191 p.
- Art et liberté spirituelle, éditions du Cerf, 2012 [1941, sous le titre Art et catholicisme], 165 p.
- Les Chapelles du Rosaire à Vence par Matisse et de Notre-Dame-du-Haut à Ronchamp par Le Corbusier [textes de M.-A. Couturier, M.-R. Capellades, A.-M. Cocagnac], Paris, éditions du Cerf, coll. « Sous le ciel », 1955, 109 p.
- Se garder libre. Journal (1947-1954), Paris, éditions du Cerf, 2012 [1962], 169 p.
- Dieu et l'art dans une vie, de 1897 à 1945, Paris, éditions du Cerf, 1965, 384 p.
- Art sacré, textes choisis par Dominique de Menil et Pie Duployé, Houston, Menil Foundation ; [Paris, Herscher], 1983, 150 p.
- La Vérité blessée, Paris, Plon, 1984, 442 p.  (ISBN 2-259-01087-3)